# Kolyschlei
Kolyschlei (russisch Колышле́й) ist eine Siedlung städtischen Typs in der Oblast Pensa in Russland mit 8312 Einwohnern (Stand 14. Oktober 2010).

## Geographie
Der Ort liegt gut 60 km Luftlinie südsüdwestlich des Oblastverwaltungszentrums Pensa, einige Kilometer vom rechten Ufer des linken Chopjor-Nebenflusses Kolyschlei entfernt.
Kolyschlei ist Verwaltungszentrum des Rajons Kolyschleiski sowie Sitz der Stadtgemeinde (gorodskoje posselenije) Rabotschi Possjolok Kolyschlei, zu der außerdem die Siedlungen Jagodny (6 km nordöstlich) und Rodnikowski (4 km südwestlich) gehören.

## Geschichte
Der Ort entstand 1896 als Stationssiedlung beim Bau der Eisenbahnstrecke (Charkow –) Balaschow – Pensa und wurde nach dem dortigen Fluss benannt.
Am 23. Juli 1928 wurde Kolyschlei Verwaltungssitz des neu geschaffenen, nach ihm benannten Rajons. Am 27. November 1957 erhielt es den Status einer Siedlung städtischen Typs.

### Bevölkerungsentwicklung
| Jahr | Einwohner |
| ---- | --------- |
| 1939 | 2047      |
| 1959 | 5543      |
| 1970 | 5034      |
| 1979 | 7021      |
| 1989 | 8995      |
| 2002 | 8483      |
| 2010 | 8312      |

Anmerkung: Volkszählungsdaten

## Verkehr
Kolyschlei besitzt einen Bahnhof bei Kilometer 198 der auf diesem Abschnitt 1896 eröffneten und seit 1965 elektrifizierten Eisenbahnstrecke Balaschow – Pensa.
Die Siedlung liegt an der Regionalstraße 58K-359, die bei Pensa von der föderalen Fernstraße R208 Tambow – Pensa abzweigt, weitgehend der Bahnstrecke folgt und weiter über Serdobsk nach Bekowo im äußersten Südwesten der Oblast führt. In östlicher Richtung besteht Anschluss an die gut 30 km entfernt verlaufende föderale Fernstraße R158 Nischni Nowgorod – Pensa –  Saratow.